# 所務
所務（しょむ）とは、所領の管理（検断及び年貢・租税徴収）を行うこと。また、それに伴う得分（所務職（しょむしき））のことを指す。

## 概要
元来は務めるところという字義通り仕事・職務を意味しており、『続日本紀』に事例を見出せるが、平安時代の荘園公領制の展開に伴い、荘園や公領の管理とこれに付随する権利・義務を表すようになった。これに伴う得分は職の体系の中で所務職として確立され、また所務を預所が務める事が多かった事から、預所職（あずかりどころしき）とも称した。
後に転じて所領一般からの収益管理すなわち、田地の管理と年貢などの貢租の取立を意味するようになった。『日葡辞書』には、「所務は年貢を徴収すること」とある。
更に江戸時代には土地以外の財産一般の事も所務と称するようになった。